# Giuseppe Bencivenni Pelli
Giuseppe Bencivenni Pelli, né à Florence en 1729 et mort le 31 juillet 1808 dans la même ville, à 77 ans, est un écrivain italien.

## Œuvres
Il était généralement estimé, tant pour ses vertus que pour ses talents et ses lumières. Il a publié plusieurs ouvrages et en a écrit beaucoup d’autres qui n’ont pas vu le jour. Parmi ceux qui ont été imprimés on remarque :
- Memorie per servire alla vita di Dante Alighieri, Venise, 1759 ;
- Nuovi Dialoghi de’ morti, Cosmopoli, al negozio Allegrini, Pisoni e comp., 1770 (lire en ligne) ;
- Elogi degli uomini illustri della Toscana, Lucques, 1771-1773 ;
- Saggio istorico della Real Galleria di Firenze, 2 vol., Florence, 1779 ;
- Epoche di storia fiorentina fino al 1292, Florence, 1803.